# Cora Crane
Cora Crane, nata Cora Ethel Eaton Howorth (New York, 12 luglio 1865 – Jacksonville, 5 settembre 1910), è stata una giornalista statunitense.

## Inizi

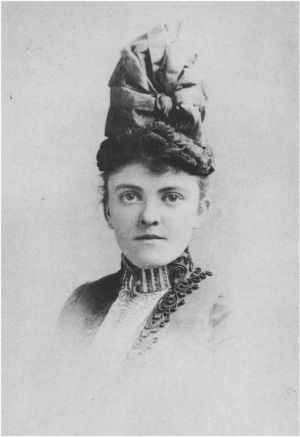
Ritratto di Cora Crane all'epoca del suo primo matrimonio

Cora nacque a Brooklyn da una nota famiglia originaria di Boston. Il padre, John Howorth, gestiva una galleria d'arte ed era titolare di un brevetto su un procedimento per ripristinare i dipinti di antichi maestri. Cora venne allevata per personificare le virtù e le verità del codice sociale vittoriano, il più repressivo che mai sia stato concepito. A dispetto della educazione ricevuta, Cora sfidò le convenzioni per diventare lungo la sua vita, a seconda degli eventi, una capricciosa ereditiera americana, un'importante personalità dell'entourage inglese, una gentildonna della cultura, la prima donna corrispondente di guerra, una attivista per i diritti della donna e infine diventare la partner di un famoso scrittore statunitense nella più coinvolgente e singolare storia d'amore dell'epoca. Per capire il temperamento di questa eccezionale donna ci sono di aiuto le sue parole:"I am a strange woman to whom fear of many kinds is unknown. I could dare, or do, some strange things without flinching if I were driven". (Io sono una donna singolare a cui è ignoto qualsiasi tipo di timore. Potrei osare, o fare, cose insolite senza batter ciglio, sol che ne avessi voglia.)
All'epoca di cui parliamo perché una donna non sposata potesse muoversi con una certa libertà era necessario che si accompagnasse ad uno chaperon, Cora risolse immediatamente il problema sposando un certo Thomas Murphy in modo da andare e venire a suo piacimento. Ma subito dopo sorse impellente il desiderio di fuggire in Inghilterra. Quale miglior biglietto da visita per entrare nella società inglese, se non quello di accompagnarsi all'impetuoso Capitano Donald William Stewart, figlio di un Lord inglese? Una volta ottenuto il divorzio da Murphy, Cora sposò Stewart e continuò ad avere successo nell'alta società. Ma arrivò il giorno in cui il Capitano Stewart fu inviato per servizio in India, Cora prontamente preferì fregiarsi del titolo di Empire widow, come erano definite le mogli degli ufficiali in servizio ai quattro angoli del mondo, e restò in Inghilterra. Nel 1895 Cora decise di rientrare negli Stati Uniti e lo fece sbarcando a Jacksonville in Florida.

## Jacksonville: un punto di svolta
Jacksonville era un centro termale a la page, una vera e propria città in forte espansione allorché sui giornali cominciarono ad apparire articoli che istigavano l'opinione pubblica contro la presenza spagnola a Cuba. Si potrebbe dire che la cittadina, pur situata nel nord della Florida, presentasse le caratteristiche di una località di frontiera prossima ad un evento bellico. Quindi, era il punto di partenza verso i Caraibi per contrabbandieri e trafficanti di armi, la mecca di spie, rivoluzionari, furfanti, avventurieri, giornalisti. Questo era l'ambiente e il tipo di gente che a Cora piaceva trattare a modo suo.
In questo ambiente Cora iniziò, a viso aperto, una nuova vita che avrebbe avuto gravi ripercussioni su di lei. Così si poteva leggere nel necrologio pubblicato sul Jacksonville Metropolis del 5 settembre 1910: "She plunged into the life with a restlessness that would ostracize her from society and forever banish her from her relatives in the North."[Si immerse nella vita con una euforia tale da subire l'ostracismo della società in cui viveva e il bando dalla sua famiglia di origine.] Contando solo sulle proprie capacità fece ristrutturare uno storico fabbricato trasformandolo nel Hotel de Dreme di cui divenne la maîtresse, infatti l'Hotel, alla pari di Cora, non era ciò che appariva: era, fra le altre cose, un postribolo di alta classe.
Lo scoppio dei disordini a Cuba attirò a Jacksonville un inviato speciale già famoso per aver conseguito un grande successo letterario. Il venticinquenne Stephen Crane, con lo pseudonimo di Sidney Carlton, arrivò nella River City come inviato dell'agenzia di stampa Bacheller per trovare un imbarco per Cuba. Questa attesa influì profondamente sulla vita dello scrittore. Da un lato, l'incontro del tutto fortuito con Cora avvenuto quando Stephen, facendo un giro per i locali, capitò all'Hotel de Dreme. Dall'altro, l'imbarco sul Commodore diretto a Cuba, il cui naufragio procurò a Crane una esperienza tremenda che egli descrisse con maestria nel racconto La scialuppa, considerato uno dei migliori della letteratura americana.

## La vita con Stephen Crane

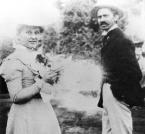
Ritratto di Cora e Stephen Crane ad una festa di beneficenza a Brede Place, in Inghilterra

Quando gli venne presentato quell'uomo dal viso di ragazzino e dallo sguardo penetrante, Cora mai avrebbe potuto immaginare che fosse l'autore del romanzo che in quel periodo stava leggendo, George's Mother. Appena sentito pronunciare il nome Stephen Crane, Cora prese al volo il libro e lo porse all'autore per un autografo. Crane firmò il libro dedicandolo a "To an unnamed sweetheart". Da questo fortuito incontro nacque per Stephen Crane e Cora la storia d'amore più importante della loro vita fondata essenzialmente su di una affinità elettiva. Entrambi, anche se per origini ed esperienze diverse, erano istintivamente dei ribelli nei riguardi della società. Le passioni di Stephen Crane, figlio e nipote di pastori metodisti, si dimostrarono essere il frutto proibito dei suoi genitori. Altrettanto dicasi per Cora, una donna di estrazione borghese che sentiva un desiderio quasi esasperante di saggiare tutti gli aspetti della vita.
I quattro anni di convivenza, terminati in un sanatorio della Foresta Nera in Germania con la prematura scomparsa dello scrittore, furono caratterizzati da eventi di vario genere: da quelli drammatici in pericolose zone di guerra - Cora fu al fianco di Stephen Crane inviato speciale del New Yok Journal in Grecia per la guerra Greco-Turca del 1897 e si guadagnò sul campo il titolo di prima donna corrispondente di guerra firmando gli articoli con lo pseudonimo di "Imogene Carter"; il successivo trasferimento in Inghilterra fu contrassegnato da una accoglienza incondizionata nella più sofisticata élite intellettuale inglese e dall'amicizia intensa e duratura di scrittori famosi, quali Joseph Conrad e H. G. Wells.

## Ultimi anni
Cora ritornò a Jacksonville nel 1902 dove riprese la sua attività di maitresse del locale "The Court". Un cliente abituale era Hammond P. McNeil, figlio venticinquenne di un'importante famiglia del South Carolina. Cora e McNeil si sposarono il 1º giugno del 1905 a New York. McNeil, qualche tempo dopo, uccise un presunto amante di Cora. Egli fu assolto perché le leggi dell'epoca consentivano questo tipo di difesa dell'onore personale. Cora e McNeil divorziarono e nella sentenza di divorzio fu proibito a Cora di utilizzare il cognome McNeil, perciò essa tornò a firmarsi Cora Crane e collaborò regolarmente con riviste famose quali Smart Set e Harpers Weekly
Cora morì il 5 settembre 1910 a seguito di una emorragia cerebrale. La sua tomba, segnata secondo la sua volontà da una semplice lapide "Cora E. Crane 1868 - 1910", è sita nel Evergreen Cemetery di Jacksonville, Florida.

## Considerazione finale
Le nubi di scandali ed incomprensioni che hanno segnato l'orizzonte della vita di Cora Crane hanno spesso negato a questa ammirevole donna la giusta collocazione a fianco del suo famoso compagno. A conclusione val la pena ricordare le parole di Lilian Gilkes nell'introduzione di Cora Crane: A Biography of Mrs. Stephen Crane :"I have chosen to keep the focus on the rebel figure of the woman who lived with Stephen Crane during the last three years of his life as his common-law wife: a fascinating, talented, generous-hearted woman who, whatever we may think of some of her actions, suffered greatly for her mistakes".(Io ho scelto di concentrare l'attenzione sul carattere ribelle della donna che visse come moglie di Stephen Crane negli ultimi tre anni di vita dello scrittore: una donna affascinante, di talento, dal grande cuore che, qualunque possa essere la nostra opinione su certi suoi comportamenti, ha molto sofferto per i suoi errori).